# Paraclostridium bifermentans
Paraclostridium bifermentans (früher Clostridium bifermentans) von lateinisch bis zweimal und lateinisch fermentans Fermenter kann sowohl Kohlenhydrate als auch Aminosäuren fermentieren. Es handelt sich um strikt anaerobe, Gram-positive Bakterien, die gerade Stäbchen bilden, welche durch peritrichen Flagellen beweglich sind. Die gebildeten Sporen sind oval und liegen zentral bis subterminal, wobei sie die Zelle für gewöhnlich nicht auftreiben. Kolonien auf Blutagar sind kreisförmig mit unregelmäßigen Rändern, grau, glänzend und glatt. Das Wachstumsoptimum findet bei 30–37 °C statt, einige Stämme wachsen auch zwischen 25 und 45 °C. In seltenen Fällen kann P. bifermentans als Pathogen beim Menschen auftreten, wenn es zu Wundinfektionen kommt.